# Kikoine
Michel Kikoine (ou Kikoïne) (Gomel, 31 de maio de 1892 — Paris, 4 de novembro de 1968) foi um pintor bielorrusso. Era judeu e simpatizante do Bund (partido socialista judeu russo). De Minsk foi estudar na Escola de Belas Artes de Vilna, junto com Chaïm Soutine e Pinchus Kremegne.
Os três foram para Paris, por volta de 1911, onde moraram no "La Ruche" em Montparnasse junto com Chagall, dentre outros. Junto com Soutine e Modigliani conviveram em Montparnasse, sendo esses os pioneiros da Escola de Paris. Tinha como grandes referências Rembrandt, Cézanne e Pissarro. Em 1925, Kikoïne adquiriu uma casa em Annay-sur-serein, no interior da França, onde estabeleceu um ateliê até o fim de sua vida.
Kikoïne lutou no exercito francês na Primeira Guerra Mundial (1914) e recebeu cidadania francesa. Teve de se esconder com a ocupação nazista. Após a Segunda Guerra Mundial foi pintar as paisagens do recém criado Estado de Israel.
Morreu já tendo alcançado relativo sucesso. Existem obras suas no Beaubourg (Centre Georges Pompidou), no Museu de Arte e Historia do Judaísmo (onde há uma sala com seu nome), na galeria de arte da Universidade de Tel Aviv, dentre outros.